# Neustädter Kirchhof 4 (Quedlinburg)

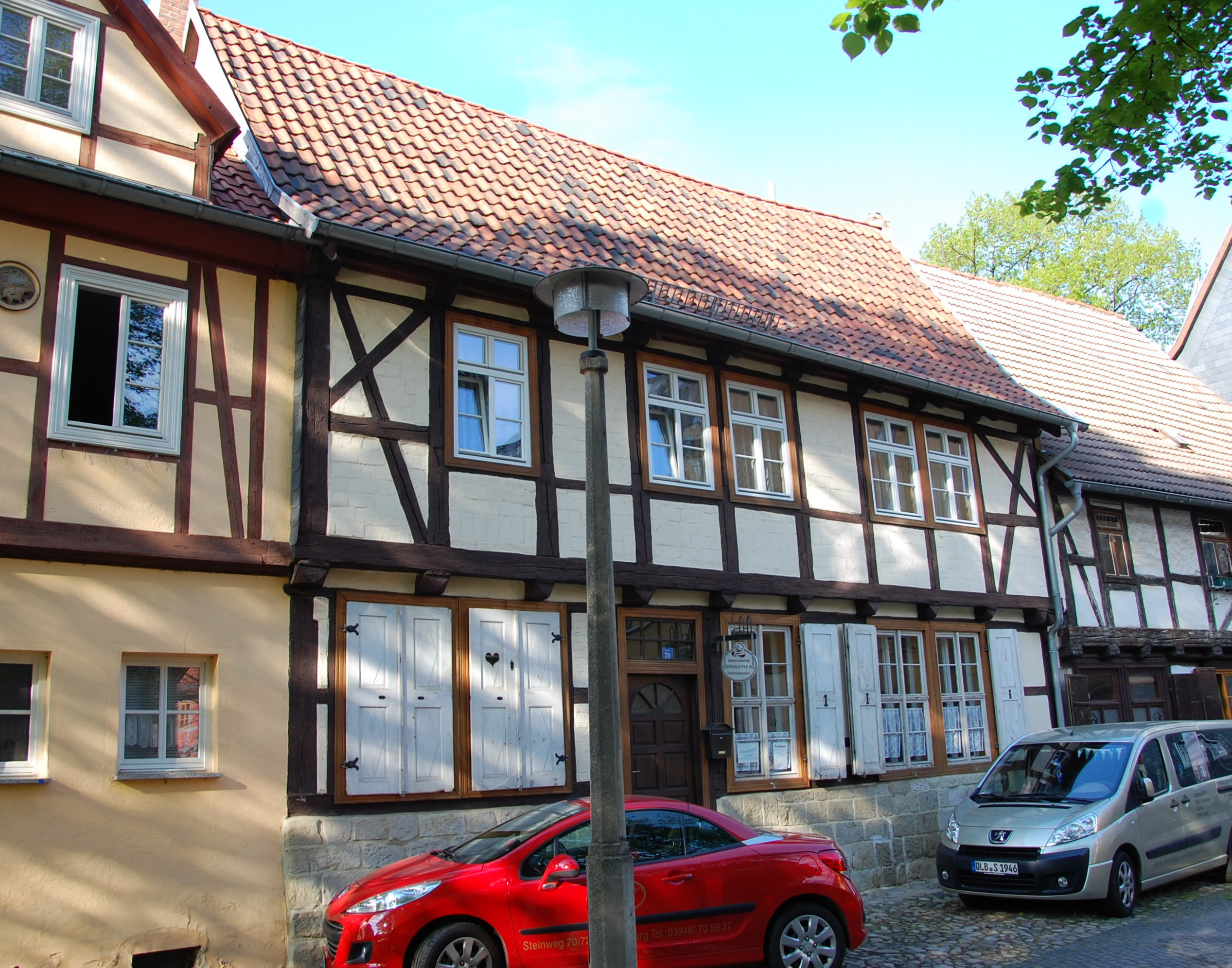
Haus Neustädter Kirchhof 4

Das Haus Neustädter Kirchhof 4 ist ein denkmalgeschütztes Gebäude in der Stadt Quedlinburg in Sachsen-Anhalt.

## Lage
Es befindet sich in der historischen Quedlinburger Neustadt auf der Nordseite des Neustädter Kirchhofs und ist im Quedlinburger Denkmalverzeichnis als Küsterhaus eingetragen. Am Haus verweist ein Schild auf eine postalische Zugehörigkeit zum nördlich gelegenen Haus Steinweg 70.

## Architektur und Geschichte
Das zweigeschossige Fachwerkhaus entstand in der Zeit des Frühbarock um 1680. Es diente als Haus des Küsters der südlich gelegenen Sankt-Nikolai-Kirche. Das Fachwerk des Gebäudes ist schlicht gehalten. In den Eckgefachen findet sich die Fachwerkfigur des Halben Manns. Die Gefache sind mit einer ungewöhnlichen Form der Zierausmauerung versehen. Darüber hinaus bestehen Pyramidenbalkenköpfe. Im 18. und 19. Jahrhundert erfolgten Umbauten.